# Parque estatal Manuka Wayside
El Parque estatal Manuka Wayside (en inglés: Manuka State Wayside Park) es un parque y arboreto, de 13.4 acres (5.4 hectáreas) de extensión, a unas 19 millas (31 km) al oeste de Naʻalehu, en la parte suroeste de la isla de Hawái, Hawái.

## Localización
Manuka State Wayside Park, Mamalahoa Highway (Route 11) section of the Hawaii Belt Road, Naʻalehu, Kailua-Kona, Hawaiʻi island HI 96743 United States of America-Estados Unidos de América.
Planos y vistas satelitales.19°6′33″N 155°49′33″O / 19.10917, -155.82583
Se abre todos los días de la semana. La entrada es libre.

## Historia
En la isla grande de Hawái hay 14 parques estatales, monumentos estatales y áreas recreativas del Estado. 
En el "Manuka Forest Reserve" hay impresionantes bosques tropicales, con la evidencia dramática de los flujos de lava históricos, y refugios de montaña.
El nombre de Manuka significa "torpe" en el idioma hawaiano, y fue el nombre de la antigua división de la tierra (ahupaʻa), que se desarrolló entre una bahía en el lado suroeste de la isla por las laderas del volcán Mauna Loa.

## Colecciones

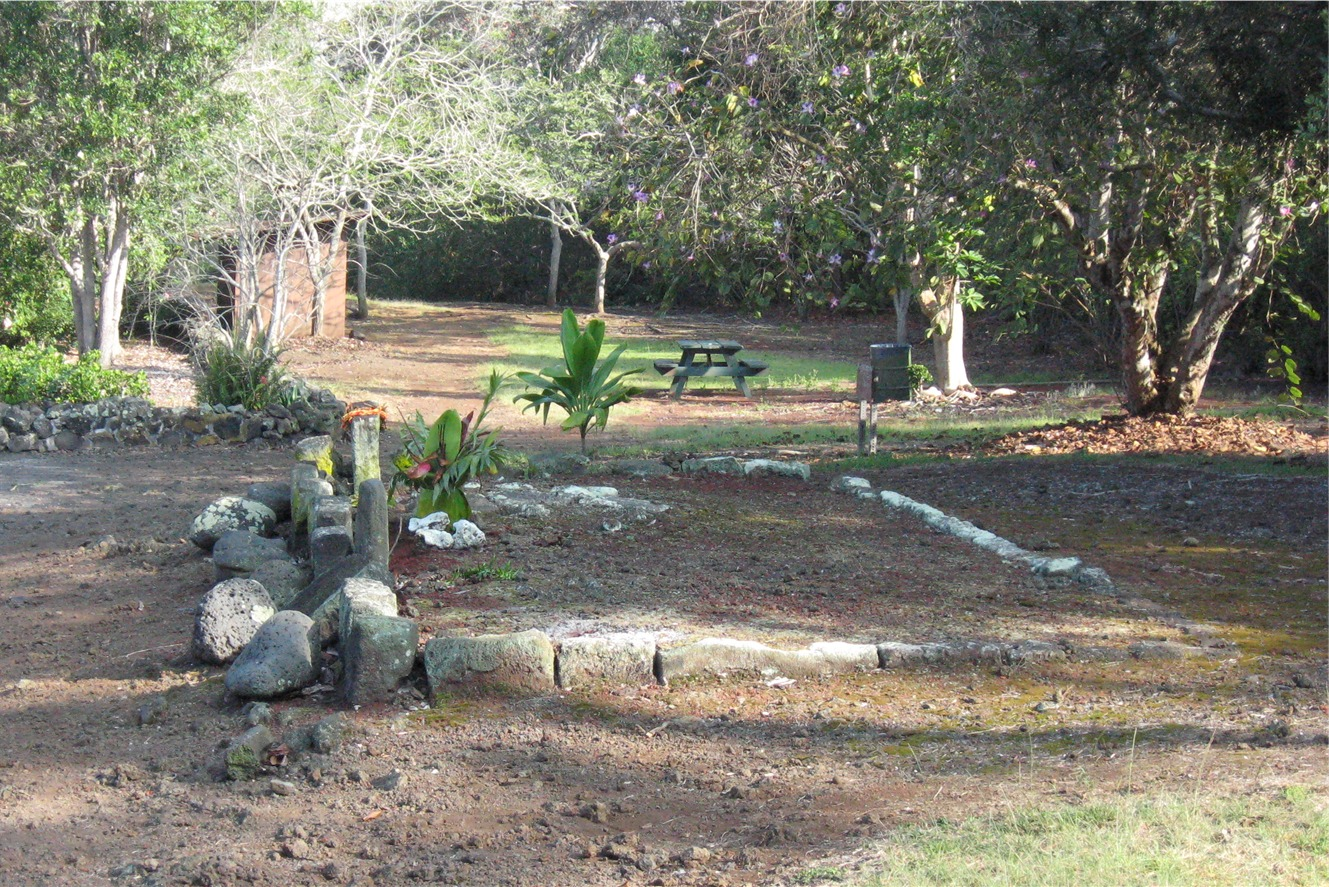
Una tumba sin identificación en el parque

El arboreto de 8 acres (3.2 ha) fue plantado originalmente en el siglo XIX con plantas nativas e introducidas. 
Ahora contiene 48 especies de plantas nativas de Hawái y más de 130 especies de otras plantas y flores exóticas, y está rodeado por el 25,550 acres (10,340 hectáreas) del parque Manuka Forest Reserve.
Los servicios del parque incluyen baños, botes de basura, y zona de acampada en un refugio abierto. No hay agua potable disponible en el parque.